# Колаба
Колаба (англ. Colaba) — остров в Индийском океане, ранее входивший в состав архипелага Семь островов Бомбея и расположенный на территории Индии. Во время португальского правления в XVI веке остров был известен как Кандил. После того, как британцы захватили остров в конце XVII века, он был известен как Колио.

## История
Название Колаба происходит от Kolabhat, слова на языке колис, коренных жителей островов, до прибытия португальцев. Территория, которая теперь является Колабой, первоначально состояла из двух островов: Колаба и Малая Колаба (или Остров Старухи). Остров Колаба был одним из семи островов Бомбея, управляемых португальцами.
Португальцы приобрели эти земли у султаната Камбея по Басейскому договору (1534). Группа островов была отдана Португалией Карлу II в качестве приданого, когда он женился на Екатерине из Браганцы в 1661 году. Передача Бомбея и соседних территорий была негативно воспринята португальскими чиновниками в Гоа и Бомбее, которые несколько лет сопротивлялись передаче владений. Возмущенный задержкой, Карл II сдал эти земли в аренду британской Ост-Индской компании за номинальную годовую арендную плату. Джеральд Онье, второй губернатор Бомбея (1672 г.) и президент английского поселения Сурат, вступил во владение Колабой и островом Старухи от имени Компании в 1675 году. Португалия продолжала удерживать остров Малая Колаба ещё несколько десятилетий, прежде чем передала его англичанам примерно в 1762 году, при условии сохранения в португальском владении дома на острове.
В 1743 году британская Колаба была сдана в аренду Ричарду Бротону за 200 тысяч в год, и аренда была возобновлена в 1764 году. К 1796 году Колаба стала городком. Колаба была известна разнообразием рыб — бомбил (бомбейская утка), рава, халва, черепах, крабов, креветок и омаров.
Метеорологическая обсерватория Колаба была основана в 1826 году в части, которая называлась Верхняя Колаба. Дамба Колаба была завершена в 1838 году, и, таким образом, оставшиеся два острова были соединены с остальными. Постепенно Колаба стала коммерческим центром, после открытия в 1844 году хлопковой биржи в Коттон Грин. Цены на недвижимость в этом районе выросли. Дамба Колаба была расширена в 1861 и 1863 годах.
26 ноября 2008 года террористические акты произошли в различных местах в Колабе, в частности во Taj Mahal Palace & Tower, Leopold Cafe и здании Мумбаи Хабад. В результате нападений погибло более 100 человек и был причинён значительный ущерб.